# عنکبوت‌های لولو
عنکبوت‌های لولو (نام علمی: Oonopidae) نام یک تیره از infraorder تارتنک‌ریختان است.